# アナスタシア・バビキナ
アナスタシア・アルベルトヴナ・バビキナ（ロシア語: Анастасия Альбертовна Бавыкина, 英語: Anastasija Al'bertovna Bavykina、1992年7月6日 - ）は、ロシアの女子バレーボール選手である。元ロシア代表。

## 来歴
11歳の時に父の勧めにより、モスクワの第73青少年スポーツスクール「ビクトリア」で、マリヤ・カリンチェワコーチの下バレーボールを始める。以降、すべての年代の補欠としてロシア代表チームでプレーしてきた。

### ロシア代表
- 2009年にジュニア代表のキャプテンになり、ロッテルダムで開催されたヨーロッパ選手権では9位と振るわなかったが、テンペレで開かれた第10回ヨーロッパユースオリンピックフェスティバルでは銀メダルを獲得。
- U20ロシア代表では2010年-11年にヨーロッパ選手権セルビア大会と世界選手権ペルー大会に出場した。
- 2014年春にユーリ・マリチェフ監督によってフル代表に召集されると、シーズン初めにモントルー・バレーマスターズで銅メダルを獲得、エリツィン・カップでは銀メダルを獲得した。フル代表での最初の公式試合は、2014年8月3日にアンカラで開催されたワールドグランプリでトルコ代表と対戦した時であった。この時ロシア代表は銅メダルを獲得し、バビキナは9試合に出場して14ポイントを記録した。
- 2015年、バビキナはロシア第2代表としてモントルー・バレーマスターズとヨーロピアンゲームズ・バクー大会に出場。ユニバーシアード光州大会にも出場し、優勝した。

### クラブ
最初のクラブはモスクワの「ルチ」だった。2010年11月、バビキナは最初のロシア選手権をザレチエ・オジンツォボのメンバーとしてプレー。シーズン2010/11の後半は再びルチでプレーした。
シーズン2011/12からバビキナはザレチエ・オジンツォヴォで経験を積み重ねた。シーズン2013/14はロシア選手権の23試合全てにおいてスタメンに選ばれ、322ポイントを記録。この数字はチームメートのナタリア・マリフに次ぐチームで2番目の記録であり、その年のロシア選手権全体でも9番目の記録になった。このシーズンにザレチエはCEVチャレンジカップ優勝を達成している。
シーズン2015/16の開幕前にディナモ・モスクワに移籍。2016年4月、バビキナはディナモ・モスクワの一員としてキャリアで初めてのロシア選手権優勝を達成した。 

## 所属クラブ
- Loutch Moscou（2011年）
- Zaretchie Odintsovo（2011-2015年）
- ディナモ・モスクワ（2015-2017年）
- VK Proton（2017-2018年）
- ディナモ・カザン（2018-2019年）
- VK Proton（2019-2021年）
- Tulitsa Tula（2021-2023年）
- VC Kuanysh（2023-2024年）
- Yenisey Krasnoyarsk（2024-2025年）